# An Anthology of All Things
An Anthology Of All Things ist ein Werk für Solosopran, Chor und Kammerorchester, das von dem britischen Singer-Songwriter Johnny Parry komponiert und am 27. September 2012 vom Bedford Arts Choir und dem Johnny Parry Chamber Orchestra in der Bedford Corn Exchange uraufgeführt wurde.

## Entstehung
Die Komposition von An Anthology Of All Things basiert auf einem von Johnny Parry und „Bedford Creative Arts“ durchgeführten Community-Projekt.
Parrys Idee war es etwas Universelles, aber gleichzeitig Einzigartiges zu schaffen, und die Musik durch das Mitwirken der Öffentlichkeit zu etwas Persönlichem und Direktem zu machen.
Anstatt das Libretto selbst zu verfassen, bat er Menschen per Social Media, einer dafür eingerichteten Website und durch persönliche Besuche zu den unterschiedlichen Themen der acht Sätze persönliche Statements (Donations) abzugeben. Er erhielt Antworten aus der ganzen Welt, der Großteil der Textspenden kam allerdings aus seiner Heimatstadt Bedford. Aus diesen, insgesamt knapp 500 Textteilen, deren Umfang durchaus verschieden war, setzte Parry das Libretto zusammen. Dabei versuchte er die meisten Aussagen wortwörtlich zu übernehmen. Im Zuge stilistischer und musikalischer Überlegungen hat er dennoch auch einzelne Wörter verändert oder Sätze umgestellt, jedoch immer darauf geachtet, den ursprünglichen Sinn nicht zu verändern. Aus den zuvor zusammenhangslosen Textteilen entstanden einzelne Sätze mit einer eigenen Geschichte, hinter der jetzt jeweils eine tiefere Bedeutung steckt.
Obwohl die Hauptinspiration des Werks der Text und die Donations der Menschen waren, ist für das Endergebnis die Beziehung zwischen Worten und Musik wichtig. Die Musik hält die Textteile zusammen und verbindet sie zu einem großen Spannungsbogen.

## Inhalt
Das Werk besteht aus acht Sätzen (Movements), die universelle Themen im Leben, wie Liebe, Verlust, Tod, Kindheit, Helden, denkwürdige Erfahrungen und bedeutende Reisen behandeln.
Die Reihenfolge der Movements beruht auf musikalischer und inhaltlicher Passung der einzelnen Movements.
Movement I: Things I Like About Myself
Für diesen Satz hat Parry die Menschen aufgefordert, Eigenschaften, die sie an sich selbst schätzen, zu schildern.
Movement II: A Song For Someone
Johnny Parry hat für diesen Satz Textteile mit Eigennamen aus Songs und Texten von befreundeten Musikern und Schriftstellern verwendet.
Movement III: Childhood Heroes
Der Liedtext zu diesem Satz wurde größtenteils an Schulen und Spielgruppen in Bedford gesammelt. Er basiert auf Beschreibungen von Kindern, in denen sie ihre Helden, zum Beispiel Superman, Spiderman oder ihre Mutter beschreiben.
Movement IV: 1942
Der Aufruf für die Textspenden dieses Satzes richtete sich an die ältere Generation mit dem Ziel, ihre Kindheitserinnerungen an das Jahr 1942 zu sammeln.
Movement V: Park Benches
Parry hat für den fünften Satz die Inschriften von Parkbänken, die er mittels Feldforschung in Bedford gesammelt hatte, als Songtext benutzt. Bei den Inschriften handelt es sich um Widmungen an verstorbene Menschen.
Movement VI: Romantic Statements
Um der Liebe als zentralem Element unseres Lebens Tribut zu zollen, geht es in diesem Satz um Liebeserklärungen. Hierbei finden alle ernstgemeinten Bekundungen, sowohl lustig oder kitschig als auch nachdenklich oder hoch metaphorisch, ihren Platz.
Movement VII: Enduring Memories From A Film
In diesem Satz geht es um bestimmte Szenen aus Filmen, die den Menschen in Erinnerung geblieben sind. Dabei sollten jedoch Filmtitel und Charaktere nicht benannt werden.
Der Satz handelt nicht von eigenen Erfahrungen, sondern von Erinnerungen, die man nicht selbst in der Realität erfahren hat.
Movement VIII: Pilgrimage
Beschreiben sollten die Menschen für diesen Satz eine wichtige Reise, die sie gemacht haben, indem sie nur den Anfangs- und Endort sowie das Transportmittel nennen. Zusammengesetzt ergeben die einzelnen Textteile eine eigene, endlose Reise um die gesamte Welt.

## Aufführung
Für die Uraufführung gründete Johnny Parry den Bedford Arts Choir, der Werke von lokalen Komponisten und Arrangeuren aufführt. Der Chor besteht aus Profis und Laien mit unterschiedlichen musikalischen Vorerfahrungen. Dies spiegelt Parrys Ansatz wider, dass alle singen und Teil der musikalischen Gemeinschaft sein können. Das Stück gewinnt durch die Aufführung durch den Bedford Arts Choir zusätzlich an Authentizität, da auch Donations von Chormitgliedern im Liedtext enthalten sind. Bei der Uraufführung hat Johnny Parry das Werk selbst dirigiert. Parrys Ziel ist es, mit „An Anthology of All Things“ Menschen verschiedener Herkunft und Erfahrung miteinander zu verbinden. Je mehr Menschen daran beteiligt sind, desto mehr Bedeutung erhält das Werk.
Die europäische Uraufführung in einer für großes Symphonieorchester bearbeiteten Version erfolgte am 29. Januar 2017 durch Orchester & Chor der Universität Bremen unter der Leitung von Susanne Gläß in der Glocke in Bremen.

## Aufnahme
Die Studioaufnahme erfolgte im Jahre 2013 und wurde per Crowdfunding finanziert. Das Album wurde von der Kritikerin für klassische Musik der britischen Tageszeitung The Guardian, Imogen Tilden, als eines der besten Alben des Jahres 2014 klassifiziert.